# Croix de sainte Brigitte
Pour les articles homonymes, voir Croix (homonymie) et Sainte Brigitte.

Croix de sainte Brigitte.

La croix de sainte Brigitte (en anglais : Brigid's cross, Brighid's cross ou Brigit's cross ; en gaélique : Crosóg Brighde) est un symbole irlandais. Les premières croix attestées remontent au XVIIe siècle. Les croix sont le plus souvent fabriquées avec des joncs ou, plus rarement, avec de la paille.
Il existe beaucoup de rituels associés à la fabrication de la croix même si son usage décline. Certains catholiques en gardent chez eux, surtout en zone rurale. La tradition veut que la croix de sainte Brigitte protège la maison des incendies et des maléfices.
La croix est associée à Brigitte d'Irlande (° 451 - † 525) qui est vénérée comme un des saints patrons d'Irlande. 
Les croix sont traditionnellement fabriquées le Ier février, jour de la sainte Brigitte sur l'île.